# پوکمون گو
پوکِمون گو یا پوکی‌مان گو (انگلیسی: Pokémon Go) یک بازی ویدئویی در سبک واقعیت افزوده است که توسط شرکت آمریکایی نیانتیک و در سال ۲۰۱۶ و در پلت‌فرم‌های آی‌اواس و اندروید منتشر شده‌است. شرکت نیانتیک این بازی را با همکاری شرکت شناخته شده نینتندو طراحی کرده‌است. پوکمون گو یک بازی رایگان است که البته برای پیشرفت سریع‌تر در مراحل مختلف بازی می‌توان پول پرداخت کرد.
این بازی ۶ ژوئیه ۲۰۱۶ روانه بازار شد، و از همان اولین هفتهٔ عرضه به بازار توانست محبوبیت بسیار بالایی به دست آورد.

## نحوه بازی

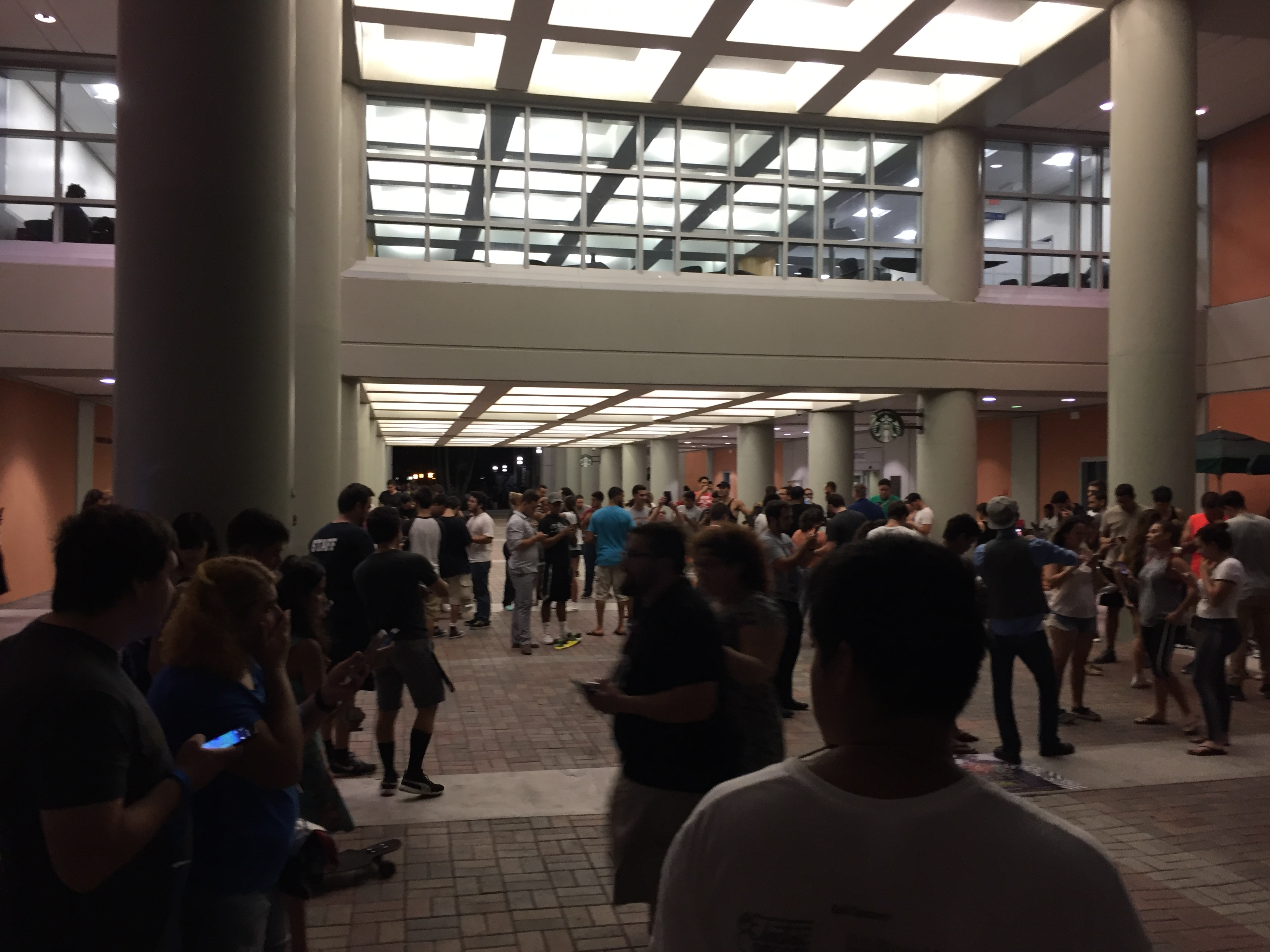
ده‌ها تن در حال جستجو و جمع‌آوری «هانتر»، ۷ عصر در تالار دانشگاه بین‌المللی فلوریدا

از اطلاعات منطقه جغرافیایی که در آن قرار دارید و قابلیتهای دوربین تلفن همراهتان استفاده می‌کند تا موجوداتی را که «پوکمون» نامیده می‌شوند، روی صفحه نمایش گوشی تلفن همراهتان خلق کند. به این ترتیب مکان جغرافیایی که در آن هستید، تبدیل به مکان بازی و رقابت پوکمون‌ها می‌شود.
هدف در این بازی این است که تا جای امکان پوکمون‌های بیشتری را جمع کرد و سپس قدرتشان را افزایش داد. برای پیدا کردن و شکار پوکمون‌های پنهان شده، باید دوربین گوشی تلفن را فعال کنید، در دنیای واقعی بگردید و همان‌طور که راه می‌روید، برای پوکمون‌ها گوی یا پوکبال (poke ball) بفرستید.
برای «شکار» پوکمون‌ها که در محیط اطراف کاربر پنهان شده‌اند، کاربر مجبور است که دوربین گوشی موبایل خود را فعال کند و در محیط اطراف خود راه برود و پس از پیدا کردن یک پوکمون، گوی مخصوص بازی را به سمت آن پرتاب کند.
نوع دیگر اماکن ثابت در این بازی جیم (Gym)ها هستند. در واقع جیم یک مکان حقیقی است که افراد در آنجا جمع شده و مبارزه می‌کنند تا منطقه را تحت کنترل خود بگیرند.
از آنجا که ممکن است که در منطقه جغرافیایی شما، کاربران دیگری نیز حضور داشته باشند، ممکن است علاوه بر شما افراد دیگری نیز به دنبال شکار پوکمون باشند. به همین دلیل سرعت عمل در این بازی مهم است.
در پایین صفحه سمت راست آیکون به نام (وظایف) وجود دارد که خودآن به دو دسته (وظایف پژوهشی) و (وظایف مخصوص) تقسیم می‌شود دارد که از
طریق چرخاندن پوکستاپ می‌توانید آن وظایف را دریافت کنید و با انجام دادن هر یک از وظایف پاداشی را کسب کنید.

## پیشینه
مجموعه بازی‌های پوکمون، کار خود را ۲۰ سال پیش روی کنسول دستی گیم شروع کردند. ایدهٔ اصلی این بازی از کودکی کارگردان این سری یعنی ساتوشی تاجیری که علاقه خاصی به جمع کردن حشرات داشت، گرفته شد. در این بازی‌ها، هیولاهایی به اسم پوکمون نقش اصلی را ایفا می‌کنند.
سازندگان این بازی، به مناسبت بیستمین سالگرد انتشار بازی‌های پوکمون، بازی جدیدی به نام «پوکمون گو» را برای گوشی‌های تلفن همراه طراحی کردند.

## بازخورد
این بازی با استقبال فراوانی مواجه شد و توانست رکورد سریع‌ترین آمار دانلود را در گوگل پلی کسب کند و در مدت کوتاهی ۱۰ میلیون از گوگل پلی و ۷/۵ میلیون از اپ استور دانلود شود و به رقیبی جدی برای بازی کلش آو کلنز که برای مدت‌ها در صدر بود تبدیل شود. همین امر سبب شد تا شرکت سازنده نشر جهانی بازی را به دلیل پر شدن سرورها به تعویق بیندازد. ولی به سرعت این بازی در بسیاری از کشورها وارد بازار شد و اختلال جدی در سرورها مشاهده نشد.
میزان دانلود این اپلیکیشن به نحوی چشمگیری ادامه پیدا کرد و تقریباً تمام رکوردهای پیش از خود را شکست. بازی پوکمون‌گو از نظر تعداد کاربران فعال در یک نرم‌افزار اندرویدی، در مقام پنجم و حتی بالاتر از نت‌فلیکس و توئیتر قرار گرفت. پرداخت‌های درون برنامه‌ای این بازی در عرض دو هفته بیش از ۱۴ میلیون دلار درآمد برای عرضه‌کنندگانش به همراه داشت. بازی پوکمون گو تا اواخر تیر ۱۳۹۵ در ایالات متحده آمریکا، نیوزلند، آلمان و بریتانیا در دسترس کاربران قرار گرفت که بر اساس آخرین آمار سوروی مانکی (به انگلیسی: Surveymonkey) تا آن زمان حدود ۱۲میلیون کاربر آمریکایی فعال به جستجوی هیولاهای پوکمون مشغول شدند و شمار کاربران این بازی در این چهار کشور به بیش از ۳۰ میلیون کاربر فعال رسید و فقط در گوگل‌پلی بیش از ۳۰ میلیون بار دانلود شد.

## بازخوردهای امنیتی

### اسرائیل
ارتش اسرائیل، به دلایل امنیتی، استفاده از این بازی را در تمام مراکز نظامی خود ممنوع اعلام کرده‌است.

### چین
چین اعلام کرده‌است که نگران جاسوسی از اطلاعات شخصی کاربران و مراکز حساس نظامی و امنیتی کشور توسط این بازی است.
در چین، خدمات گوگل توسط یک فایروال بزرگ فیلتر شده و ممنوع است اما بازیکنان چینی شناسه برنامه استرالیا را خریداری و استفاده می‌کنند.

### روسیه
در روسیه یک وبلاگ‌نویس جوان روس به دلیل بازی پوکمون‌گو در داخل کلیسا به سه سال و نیم زندان تعلیقی محکوم شد. دادگاهی در شهر یکاترینبورگ، روسلان سوکولوسکی را به اتهام اهانت به دین‌باوران و نفرت‌پراکنی مجرم شناخته‌است. این وبلاگ‌نویس ویدئویی از خود را در حال بازی پوکمون در سال ۲۰۱۶ در یک کلیسای ارتودوکس روسیه منتشر کرده بود و کوتاه زمانی پس از انتشار این ویدیو بازداشت شد.

### ایران
در ایران حسن کریمی قدوسی، مدیرعامل بنیاد ملی بازی‌های رایانه‌ای، در گفتگو با خبرگزاری مهر از نامه‌نگاری رسمی با شرکت سازنده بازی پوکمون گو خبر داده و گفت: «دربارهٔ بازی پوکمون گو، ما یک مکاتبه ایمیلی با سازندگان این بازی داشته‌ایم با این مضمون که اگر قرار است این بازی در ایران توزیع و عرضه شود، حتماً باید از فیلتر بنیاد ملی بازی‌های رایانه‌ای بگذرد و هماهنگی‌های لازم در این زمینه صورت گرفته باشد و در غیر این صورت ناگزیر از فیلتر و جلوگیری از عرضه بازی هستیم.» به گفته کریمی قدوسی برای عرضه این بازی در ایران دو شرط وجود دارد: «قرار گرفتن سرور اصلی بازی در ایران و مشخص شدن نقاط تفریحی و مقاصد هدف‌گذاری شده در سراسر کشور برای تگ شدن در این بازی با هماهنگی و همکاری بنیاد ملی بازی‌های رایانه‌ای» او همچنین افزود نقاطی مانند مراکز نظامی و امنیتی نباید برای بازی معین شوند چون از لحاظ موازین و قوانین کشور حضور کاربر در این مکان‌ها ممنوع است.
معاون نظارت و ارزشیابی بنیاد ملی بازی‌های رایانه‌ای با اعلام اینکه بازی پوکمون گو بدون هماهنگی با این بنیاد فیلتر شده‌است گفت: «این بازی توسط بنیاد فیلتر نشده‌است.» او بازی پوکمون گو را مجاز دانسته و آن را فاقد محتوایی خواند که باعث ممنوعیت آن شود، اما گفت که نهادهای امنیتی باید مجوز نهایی این بازی را صادر کنند. اما در روز جمعه ۱۵ مرداد دبیر کارگروه تعیین مصادیق محتوای مجرمانه گفت که بنیاد بازی‌های رایانه‌ای ممکن است از همه ابعاد به این بازی نگاه نکرده باشد و بازی موبایل «پوکمون گو» بدون هیچ رای مخالفی در این کارگروه فیلتر شده‌است.

## انتشار
این بازی در استرالیا، نیوزیلند، و ایالات متحده در ۶ ژوئیه ۲۰۱۶ منتشر شد. با توجه به تقاضای بالا و فشار وارده به سرورها، جان هانکه مدیر عامل شرکت نیانتیک اعلام کرد که تا تثبیت مشکلات پدید آمده انتشار بازی در مناطق دیگر متوقف می‌شود. در ۱۳ ژوئیه توسعه تجاری بازی، با انتشار در آلمان از سر گرفته شد. پوکمون‌گو در انگلستان در ۱۴ ژوئیه، و در ایتالیا، اسپانیا و پرتغال در ۱۵ ژوئیه آغاز شد اگر چه قرار بود این بازی در فرانسه در تاریخ ۱۵ ژوئیه منتشر شود، به دلیل حمله در نیس به تعویق افتاد.
اتریش، بلژیک، بلغارستان، کرواسی، قبرس، جمهوری چک، دانمارک، استونی، فنلاند، یونان، گرینلند، مجارستان، ایسلند، ایرلند، لتونی، لیتوانی، لوکزامبورگ، مالت، هلند، نروژ، لهستان، رومانی، صربستان، اسلواکی، اسلوونی، سوئد و سوئیس در ۱۶ ژوئیه شاهد انتشار بازی پوکمون‌گو بودند و در کانادا در ۱۷ ژوئیه منتشر شد. این بازی در ۱۹ ژوئیه در پورتوریکو در دسترس قرار گرفت. در ژاپن نخست، تاریخ انتشار بازی ۲۰ ژوئیه اعلام شد اما پس از درز خبر قرارداد حمایت مالی با مک دونالد، راه‌اندازی بازی بدون هیچ اعلام رسمی به تعویق افتاد و در نهایت در ۲۲ ژوئیه منتشر شد.
اندونزی اولین کشور آسیایی بود که بازی را منتشر کرد.

## آیتم‌های بازی

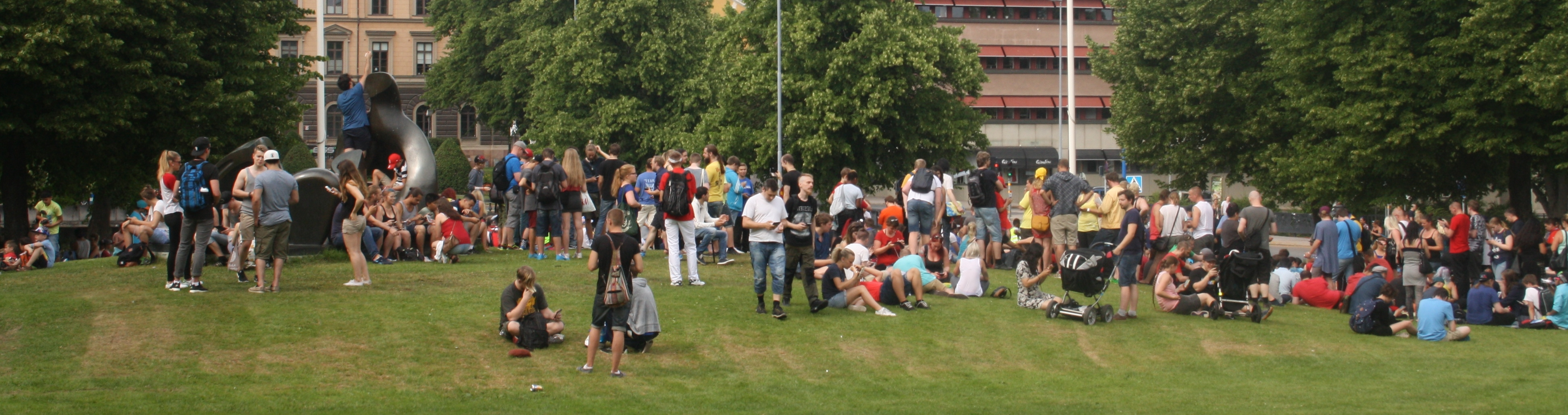
پوکِمون گو

### پوک بال‌ها
پوک بال‌ها یکی از کاربردی‌ترین آیتم‌ها در سراسر بازی پوکمون گو (Pokemon Go) هستند و شما در ابتدای شروع این بازی ۵۰ تا از این گوی‌ها را بر عهده خواهید داشت. برای به دست آوردن هرچه بیشتر این گوی‌ها شما می‌بایست پوک استوپ‌ها را پیدا کنید یا به‌صورت جداگانه از فروشگاه درون بازی خریداری کنید. برای خرید ۲۰ پوک بال شما باید ۱۰۰ پوک کویین بپردازید. علاوه بر آن برای ۱۰۰ پوک بال ۴۶۰ پوک کویین و برای ۲۰۰ پوک بال نیز ۸۰۰ پوک کویین پرداخت کنید.

### تخم مرغ‌ها
تخم مرغ‌های بازی پوکمون گو را می‌توانید در طبیعت و به‌وسیله یک دستگاه پرورش تخم مرغ پیدا کنید. معمولاً پس از آنکه مسافت خاصی را پیاده طی می‌کنید یا آنکه پوکمون جدیدی را شکار می‌کنید این تخم مرغ‌ها به دست می‌آیند.

### تخم مرغ شانسی
برخلاف تخم مرغ‌های معمولی، تخم مرغ شانسی می‌تواند امتیازات دو برابری را برای شما به ارمغان آورد و شما ۳۰ دقیقه برای استفاده از آن‌ها زمان خواهید داشت. برای خرید هر یک از آن‌ها باید ۸۰ پوک کویین داشته باشید. یا آنکه پک ۸ عددی آن را با ۵۰۰ پوک کویین یا ۲۵ عددی آن را با ۱۲۵۰ پوک کویین خریداری کنید.

### دستگاه پرورش تخم مرغ
برای شروع شما تنها می‌توانید یک تخم مرغ را توسط این دستگاه پرورش دهید اما در واقع کاربرد این محصول مدت زمان نامحدودی خواهد داشت. شما می‌توانید از فروشگاه دستگاه‌های پرورش تخم مرغ بیشتری را نیز خریداری کنید که هرکدام از آن‌ها نیز یک تخم مرغ به شما تحویل دهند. برای خرید این دستگاه باید ۱۵۰ پوک کویین بپردازید که البته تنها از سه آن‌ها به‌صورت هم‌زمان می‌توانید استفاده کنید.

### دستگاه بخور
این آیتم موجب می‌شود تا شما راحت‌تر از گذشته قادر به پیدا کردن پوکمون‌ها باشید. در استفاده از این آیتم شما ۳۰ دقیقه فرصت خواهید داشت. برای خرید یکی از این آیتم می‌توانید ۸۰ پوک کویین خریداری کنید. علاوه بر آن برای خرید بسته ۸ عددی ۵۰۰ پوک کویین و ۲۵ عددی ۱۲۵۰ پوک کویین پرداخت کنید.

### ماژول اغواکننده
آیتم ماژول اغواکننده دارای کاربردی نظیر آیتم دستگاه بخور است. با این تفاوت که شما قدرت بیشتری را جهت پیدا کردن پوکمون به دست خواهید آورد. این آیتم نیز درست مانند آیتم فوق ۳۰ دقیقه تأثیرگذار خواهد بود.

### حافظه پوکمون
این آیتم برای ذخیره‌سازی مورد استفاده قرار می‌گیرد. به لطف این آیتم شما می‌توانید تا سقف ۲۵۰ پوکمون و ۹ تخم مرغ را ذخیره کنید. اگر نیازمند فضای بیشتری هستید باید Pokemon Storage خود را با پرداخت ۵۰ پوک کویین تا سقف ۵۰ فضای ذخیره بیشتر ارتقاء دهید.

### کیف ارتقا
این کیف همواره در کنار شما است تا در طول مسیری که طی می‌کنید بتوانید آیتم‌های مختلف را در آن ذخیره کنید. به‌صورت پیش‌فرض این کیف دارای ظرفیت ۳۵۰ آیتمی است که با پرداخت ۵۰ پوک کویین می‌توانید به ظرفیت این کیف ۵۰ آیتم دیگر را نیز اضافه کند.

### بلیط حمله(raid pass)
شما می‌توانید هر ۲۴ ساعت یک بلیط حمله دریافت کنید و در جیم‌هایی که موجوداتی با قدرت بالا به صورت گروهی یا تک نفره به آن پوکمون حمله کنید و پس از پیروزی به شما آیتم‌ها و ballهایی داده می‌شود که با آن می‌توانید آن پوکمون را بگیرید

## تأثیر اقتصادی

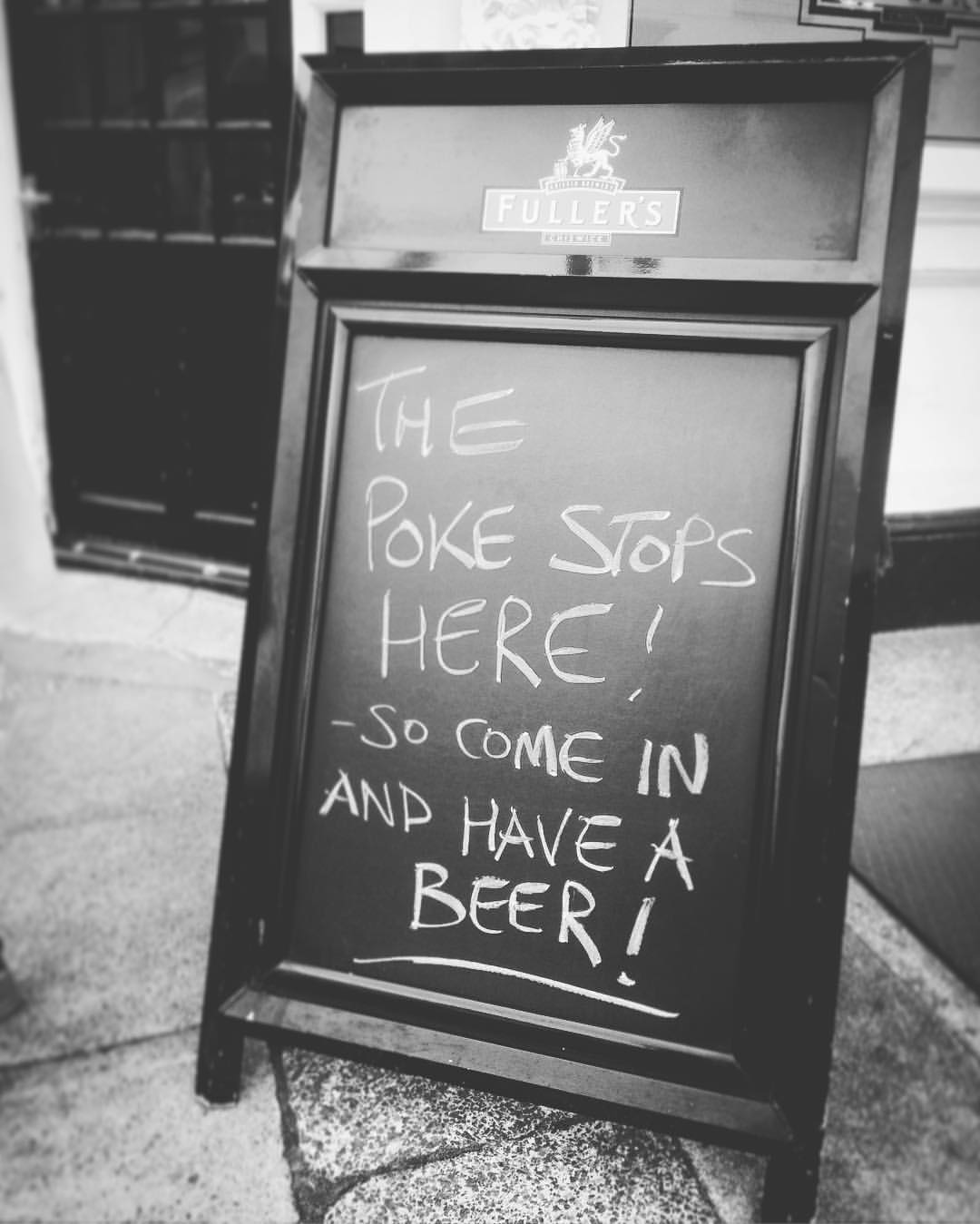
تبلیغ محلی یک میخانه در پورتسموث انگلستان که نوشته: ایستگاه پوکمون‌ها اینجاست! پس بیایید داخل و یک آبجو بنوشید!

از آنجایی که این بازی بر اساس موقعیت‌های جغرافیای حقیقی طراحی شده، روش‌های متعددی وجود دارد که علاقه‌مندان پوکمون به مشتری بالقوه مراکز کسب و کار تبدیل شوند.
در این بازی دو نوع مکان ثابت وجود دارد: پوک‌استاپ‌ها (Poke Stop) معمولاً جاذبه یا اماکن تجاری شهر هستند. این نکته حائز اهمیت است که اگر پوک‌استاپ‌ها خود مکان تجاری نباشند، حتماً در نزدیکی آن‌ها یک مغازه یا محل کسب و کار وجود دارد که می‌تواند پوکمون بازها را به خود جلب کند و همچنین جیم‌ها (Gym) که در واقع یک مکان حقیقی هستند که افراد در آنجا جمع شده و مبارزه می‌کنند تا منطقه را تحت کنترل خود بگیرند.
هر دو نوع مکان به‌طور منظم و حتی روزانه چندین بار افراد را در یک منطقه مشترک گرد هم می‌آورد و همین نکته می‌تواند به کسب وکارهایی که در آن مناطق واقع هستند رونق ببخشد.
کارشناسان برآورد کرده‌اند که این بازی ظرف یک یا دو سال آینده نزدیک به ۳ میلیارد دلار سودآوری خواهد داشت.
همچنین زمان زیادی از آنچه که کاربران صرف یکی از اپلیکیشن‌هایی مانند توئیتر و فیسبوک و اسنپ چت و … می‌کردند اکنون رکوردش در دست این بازی است و طی چند هفته اول سود ۳۵ میلیون دلاری برای شرکت سازنده به همراه داشته‌است.
بر اساس پیش‌بینی مؤسسه «نیو زو» که به تحلیل داده‌ها و اطلاعات مرتبط با بازی‌های دیجیتال و اپلیکیشن‌ها می‌پردازد، ارزش بازار بازی‌های دیجیتال در سراسر جهان در سال ۲۰۱۶ میلادی به حدود ۱۰۰ میلیارد دلار خواهد رسید. معادل روزی ۱٫۶ میلیون دلار درآمد. از این میزان نزدیک به ۳۷ میلیارد دلار مربوط به بازی‌هایی است که اپلیکیشن‌ها آن‌ها برای تلفن‌های همراه هوشمند طراحی‌شده‌است. بر اساس همین ارزیابی، حدس زده‌شده‌است که گردش مالی این بازار در سال ۲۰۱۹ میلادی تا حدود ۱۱۹ میلیارد دلار افزایش یابد.

## تأثیر بر سلامت
پوکمون گو به‌طور بالقوه می‌تواند در بهبود سلامت جسمی و روانی بازیکنان مبتلا به افسردگی و اضطراب اجتماعی مؤثر باشد. بازیکنان پوکمون گو به‌طور متوسط روزانه ۴۳ دقیقه صرف این بازی می‌کنند و در «دنیای واقعی» راه می‌روند که در یک هفته برابر است با ۱۵۰۰ کالری برای زنان و ۱۸۰۰ کالری برای مردان.
بررسی‌های اولیه نشان می‌دهد این بازی ترافیک افراد پیاده را در برخی شهرها به وضوح افزایش داده‌است.
این بازی خطراتی نیز دارد. به‌طور مثال بر اساس گزارش پلیس میسوری، گروهی از پوکمون‌بازهایی که در یک پوک‌استاپ گرد هم آمده بودند با یک جنازه برخورد کردند یا بر اساس گزارش پلیس میسوری، پوکمون‌بازها بدون توجه به امنیت خود، در ساعت‌های نامتعارف همچون سه نیمه شب به اماکن و کوچه‌های خلوت در مناطق ناامن شهر رفته‌اند.
از دیگر جنبه‌های منفی بازی، بی‌توجهی افراد به دنیا پیرامون است. افرادی که معمولاً سر در گوشی همراه خود دارند، در معرض خطراتی مثل سقوط یا تصادف هستند.